# Idioma nyaneka
Nyaneka o Haneca es una lengua bantú de Angola. El "dialecto" ngambwe ahora se considera un idioma distinto.